# Микваот

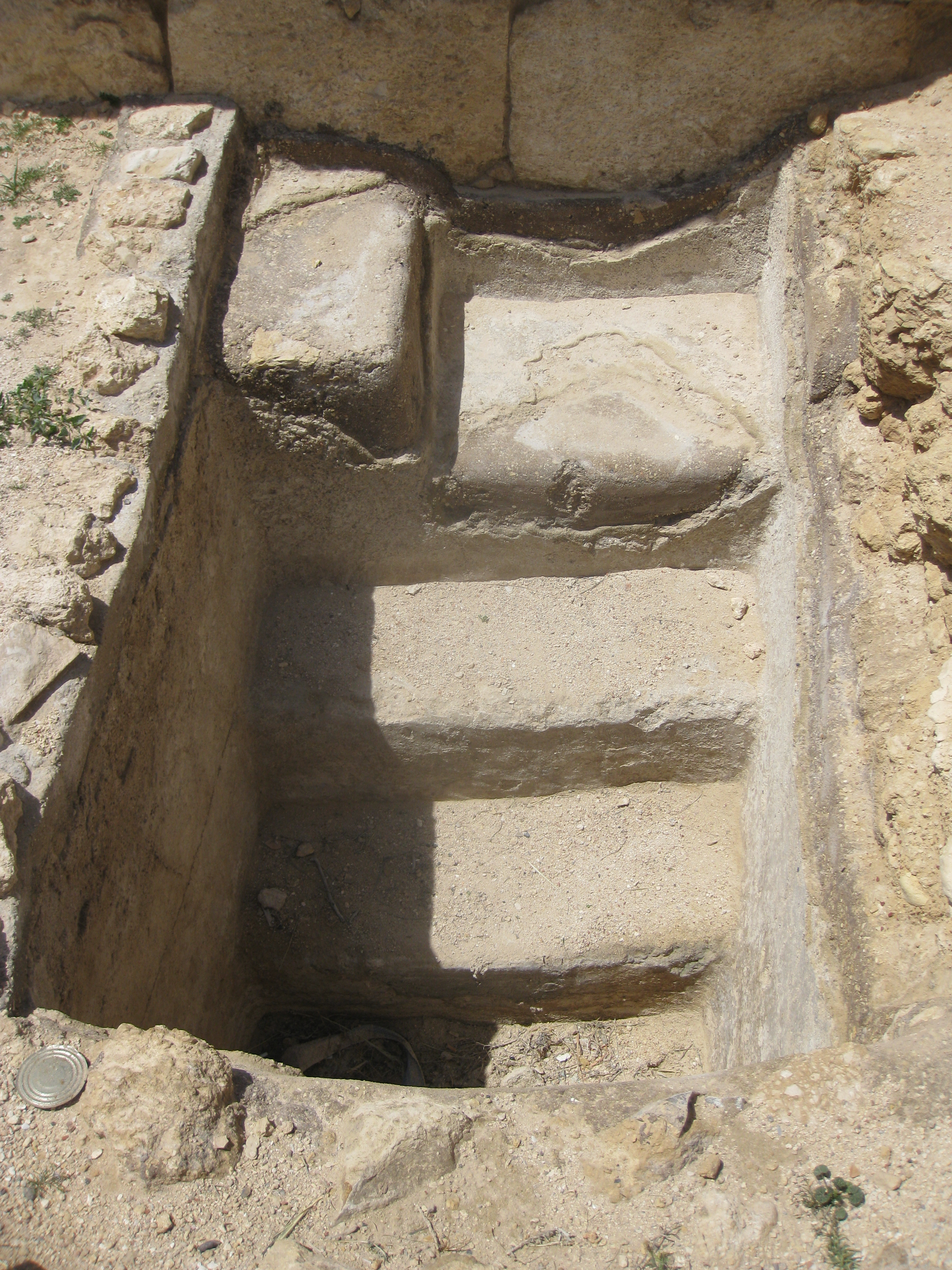

«Микваот», др.-евр. מקואות‬, miqwa’oth (мн. ч. от מקוה‬, «бассейн для ритуального очищения», «миква») — трактат Мишны, шестой в разделе «Техарот». Содержит законы, касающиеся устройства и использования микв — бассейнов, предназначенных для очищения людей и предметов домашнего обихода от ритуальной нечистоты.

## Название трактата
Название трактата в рукописях имеет два варианта — מקואות («Микваот») или מקוות («Миквот»). Соответственно, в единственном числе это слово может читаться как «миквэ» или «миква»; у русскоязычных евреев закрепился второй вариант, более подходящий для русского языка. В Торе слово מקוה впервые встречается в Быт. 1:10: «И назвал Бог сушу землею, а собрание вод (מקוה מים) назвал морями». Значение «бассейн для ритуального очищения», как и всё учение об очищении в микве, основано на стихе Лев. 11:36. Помимо этого слово מקוה имеет значение «надежда», например, в Иер. 17:13, что также используется при толковании Танаха.

## Предмет рассмотрения
В Моисеевом законе неоднократно говорится, что для очищения от ритуальной нечистоты следует омыться водой, см., например, Лев. 15:5—12, 17:15, 16, Чис. 19:7, 31:22, Втор. 23:10, 11. Однако, следующий фрагмент показывает, что здесь не всё так просто:

Если же которое-нибудь из них [нечистых пресмыкающихся животных] упадет в какой-нибудь глиняный сосуд, то находящееся в нем будет нечисто, и самый [сосуд] разбейте. Всякая пища, которую едят, на которой была вода [из такого сосуда], нечиста будет [для вас], и всякое питье, которое пьют, во всяком [таком] сосуде нечисто будет. Всё, на что упадет что-нибудь от трупа их, нечисто будет: печь и очаг должно разломать, они нечисты; и они должны быть нечисты для вас; только источник и колодезь, вмещающий воду (מקוה מים — букв. «собрание вод»), остаются чистыми; а кто прикоснется к трупу их, тот нечист.
— Лев. 11:33—36
Из этого получается, что вода сама может воспринять ритуальную нечистоту, и тогда никакого очищения не произойдёт. Для очищения же годится только вода «источника» и «колодезя», которые остаются ритуально чистыми при любых условиях. Источник (מעין) — это родник или река, получающая питание от родника. Словом «колодезь» в синодальном переводе передано слово בור — яма, цистерна для сбора дождевой воды — это и есть миква в традиционном понимании.
Путём толкования выводится, что миква должна удовлетворять следующим условиям:
- Она должна быть наполнена водой, никакая другая жидкость для ритуального очищения не подходит. Это условие очевидно из самого выражения «собрание вод».
- Роль миквы не может исполнять никакой сосуд, даже большого объёма — она должна быть сделана в земле либо являться неотъемлемой частью здания или сооружения. Это выводится из Лев. 11:34.
- Вода в микве не должна быть проточной — это следует из буквального смысла слова מקוה. Река, разумеется, тоже приносит ритуальное очищение, но миквой по определению не является.
- Вода для миквы должна быть собрана естественным путём, без участия человека. Это правило соответствует древней традиции и выводится из упоминания в Лев. 11:36 «источника», вода в котором, понятно, имеет естественное происхождение. Вода, доставленная с использованием труда человека, называется «черпаной» (מים שאובין) и в количестве трёх логов (чуть более 1,5 литров) может сделать микву негодной, а человека — ритуально нечистым.
- Объём миквы должен быть достаточным для полного погружения человека, потому что очищение достигается только таким образом, (это выводится из Лев. 11:32). Законоучителями установлен размер в сорок сат (сата — мера объёма, примерно равная 19 литрам).

Устройство и использование миквы согласно этим принципам является предметом рассмотрения в данном трактате.

## Содержание
Трактат «Микваот» состоит из 10 глав и 71 параграфа. Как и многие другие трактаты, он начинается с числового правила — упоминается шесть разновидностей водоёмов.
- Первая глава задаёт классификацию водоёмов по их очистительной способности и вообще по отношению к законам о ритуальной чистоте.
- Вторая — четвёртая главы рассматривают сложные вопросы, связанные с годностью микв, например, случаи, когда воды в микве оказывается меньше установленного объёма или если в микву попала черпаная вода.
- Пятая глава описывает очистительную способность воды в естественных водоёмах — морях и реках.
- Шестая — седьмая главы разбирают случаи соединения воды из нескольких микв и случаи попадания в микву посторонних предметов или жидкостей. Седьмую главу, заканчивающуюся словом טהורה («чиста»), что считается хорошим знаком, принято изучать в память об умерших.
- Восьмая — десятая главы описывают порядок использования миквы, то есть очищения в ней человека и вещей.

## Затрагиваемые темы
- В Мишне, 5:4 приводится спор по вопросу о том, к чему следует приравнивать море в ритуальном отношении — к источнику или к микве, причём Иегуда бар-Илай делает различие между Средиземным морем и другими морями[1].
- В Тосефте, 5:14 приводятся примеры недостойного поведения в микве.
- В Тосефте, 6:2-3 приводятся несколько любопытных прецедентов использования микв, находившихся во владении язычников.
- В Мишне 8:2-4 обсуждается нечистота, связанная с поллюцией[1].
- Последняя глава трактата представляет некоторый интерес в археологическом отношении (например, мишна 10:1, описывающая устройство чернильницы)[1].
- Тосефта заканчивается описанием спора между рабби Акивой и рабби Иосе Галилейским о корове, выпившей очистительную воду (об очистительной воде см. Чис. 19). Голосование в Лидде сначала было в пользу Акивы, но Иосе нашёл дополнительный аргумент и при повторном голосовании выиграл спор, по поводу чего рабби Тарфон (s:ЕЭБЕ/Тарфон, рабби) произнёс торжественную речь с использованием образов из книги Даниила (Дан. 8:4—7).[1]